# Solarno grijanje
Solarno grijanje je proces zagrijavanja prostora, vode ili vazduha pomoću konvertovane sunčeve energije. Sunčeva energija zračenja se pretvara u toplotnu energiju uz pomoć toplotnih prijemnika sunčeve energije koji se obično zovu solarni kolektori. Energija može biti korišćena za grejanje prostora za boravak ljudi, tople vode za bazene ili vazduha za staklene bašte. Bilo koja površina izložena sunčevom zračenju može biti prijemnik toplote. Nekoliko jednostavnih pravila određuju oblik, vrstu i izgled solarnih prijemnika. Tamne površine više upijaju zračenja nego svetle, ukoliko je površina normalna na pravac zračenja dovoljna je manja površina prijemnika, ukoliko je prijemnik od metala tada se lakše prenosi toplota na radni fluid a izolacija prijemne ploče od okolnog prostora povećava efikasnost pretvaranja toplote. Postoji više vrsta solarnih kolektora:
- ravni solarni kolektori

ravnim kolektorima mogu se dobiti temperature fluida do 100 °C, jednostavne su konstrukcije, jeftinije i veoma su često u upotrebi.
- solarni kolektori sa vakuumiranim cevima

su sastavljeni od niza staklenih cevi iz kojih je izvučen vazduh i čijom osom prolazi taman metalni prijemnik kroz koga protiče radni fluid.
Za solarno grijanje u domaćinstvima se najčešće koriste ravni solarni sistemi mada je u Kini, zbog jeftinih kolektora, popularan tip sa vakuumiranim cevima. Sastavni deo instalacije za solarno grejanje su redovno rezervoari a često i izmenjivači toplote. Ovako dobijena voda se koristi obično za sanitarne svrhe ali i za grejanje prostorija. Zbog niže temperature vode u cevima, obično se uz solarne panele preporučuje podno grejanje.
Postoji poseban vid solarne arhitekture koji može doneti dobrobiti solarnog grejanja. To je izgradnja staklenih atrijuma, verandi ili Trombovog zida.
Kombinacija arhitektonskih rešenja i solarnih kolektora se obično zove pasivno solarno grejanje. Ukoliko je ovakav sistem nadograđen kontrolnom elektronikom za automatizaciju grejanja, pumpama i drugom opremom, onda se uobičajeno naziva aktivno solarno grejanje. Pasivni sistemi su znatno jeftiniji, brže se otplaćuju i popularniji su dok su aktivni efikasniji i univerzalniji. Solarni sistemi grejanja, pasivni ili aktivni, predstavljaju nejjeftiniji način korišćenja sunčeve energije.

## Postupak
Topla voda koja se dobija pomoću ovakvog sistema (ravni solarni kolektor) se skladišti u rezervoaru  (ujedno i razmjenjivač toplote) (temperature oko 60°C) i kapaciteta od 150 - 300 l, što zavisi od broja članova domaćinstva ili površine stana. Površina kolektora je od 4-6 . Elementi sistema su:
| - OV – odzračni ventil, - TV – izlaz tople vode, - HV – ulaz hladne vode - I/R – izmjenjivač i rezervoar, - EP – ekspanziona posuda, - TSK – solarni kolektor. |

Prikazani sistem ima bojler iznad prijemnika i nema pumpu u kolu pa se kretanje vode obavlja kao posledica širenja na višoj temperaturi i penjanja naviše. Ovo u stvarnosti funkcioniše i zove se sifonski efekat, ali je mnogo efikasnije ako postoji pumpa i prisilno tera vodu kontrolisanom brzinom da hladi cevi i prenosi toplotu kroz razmenjivač. Takođe je bitno da li ovaj sistem radi zimi i kako se štiti od smrzavanja. Obično se stavlja antifriz i preduzimaju posebne mere izolacije panela.

## Literatura
- Fizika i tehnika solarne energetike, Pavlović Tomislav, Čabrić Branislav, Građevinska knjiga, Beograd 2006,  86-395-0505-5
- Solarna energetika i održivi razvoj, J. Radosavljević, Tomislav Pavlović, Miroslav Lambić, Građevinska knjiga, Beograd, 2004,  86-395-0405-9
- Aktivni solarni sistemi, mr Vesna Kosorić, Građevinska knjiga, Beograd, 2008,  86-395-0534-9